# Mudd

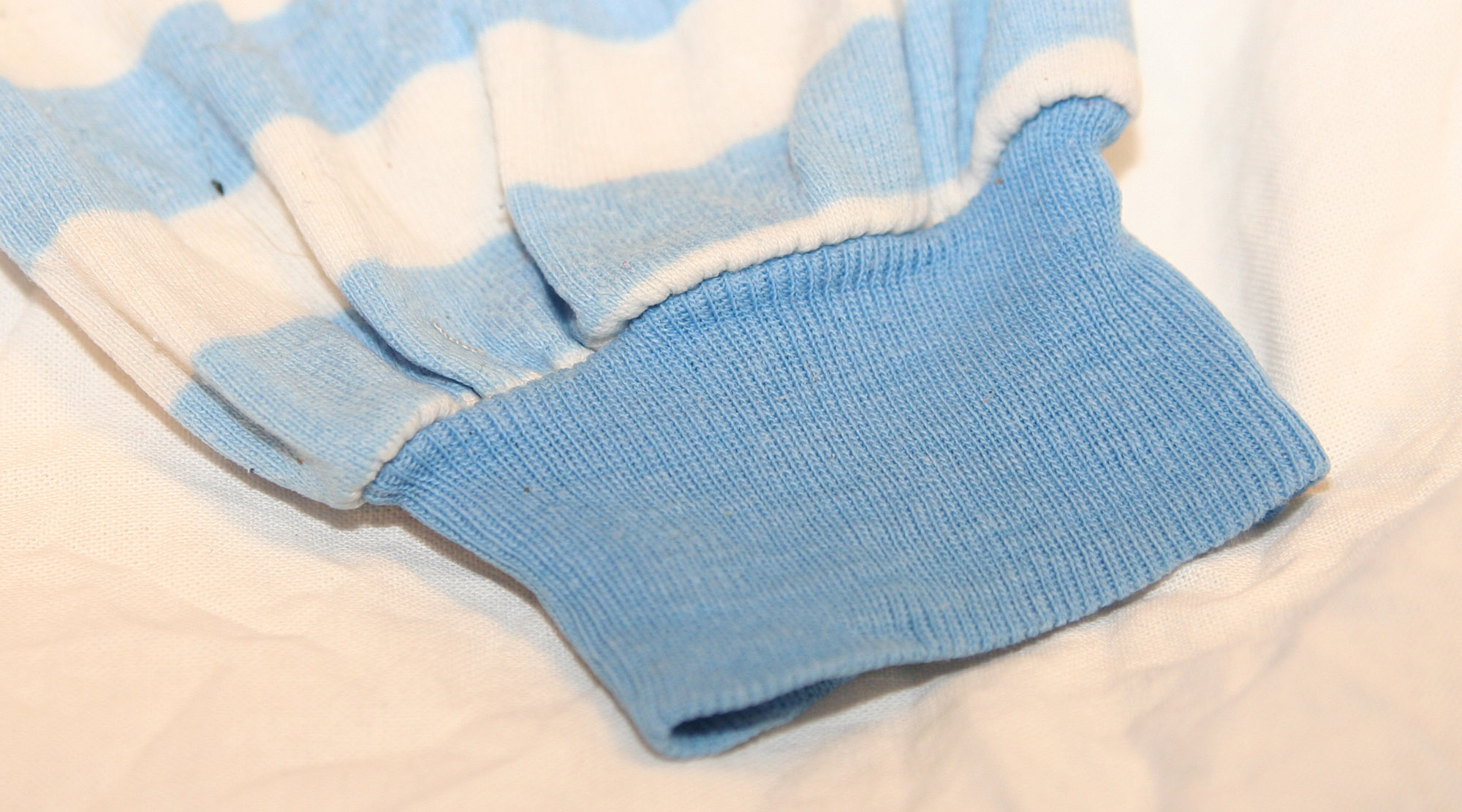
Mudd på barnbyxa

Mudd är ett elastiskt plagg eller del av ett plagg som kan sitta omkring handled, underben, hals eller midja. Muddar är ribbstickade, vilket gör att de blir elastiska och sluter tätt om respektive kroppsdel, medan tidigare var de gjorda av skinn.
När mudden är ett eget plagg kan den kallas pulsvärmare för handen och benvärmare för underbenet.
Armmuddar är ofta fastsydda på vinterjackor vid öppningen för handen. Även skor, handskar och vantar kan ha påsydda muddar som skydd mot blåst och kyla. Byxor kan ha en mudd vid benslutet, vilket även kan kombineras med ett resårband under foten. Tröjor, exempelvis t-shirts, har ofta en halsmudd.
Efter dansfilmerna på 1970- och 1980-talet blev benvärmare allmänt mode. Kläder kan även förses med muddar oavsett modetrender av rent praktiska skäl, då muddarna förhindrar glipor mellan kläderna till vantar respektive skor och bidrar till att hålla värmen. Det är vanligt med sådana muddar bland annat på arbetskläder, träningskläder och barnkläder.
Ordet "mudd" i denna betydelse är belagt i svenska språket sedan 1749.